# Stele von Hacıbebekli

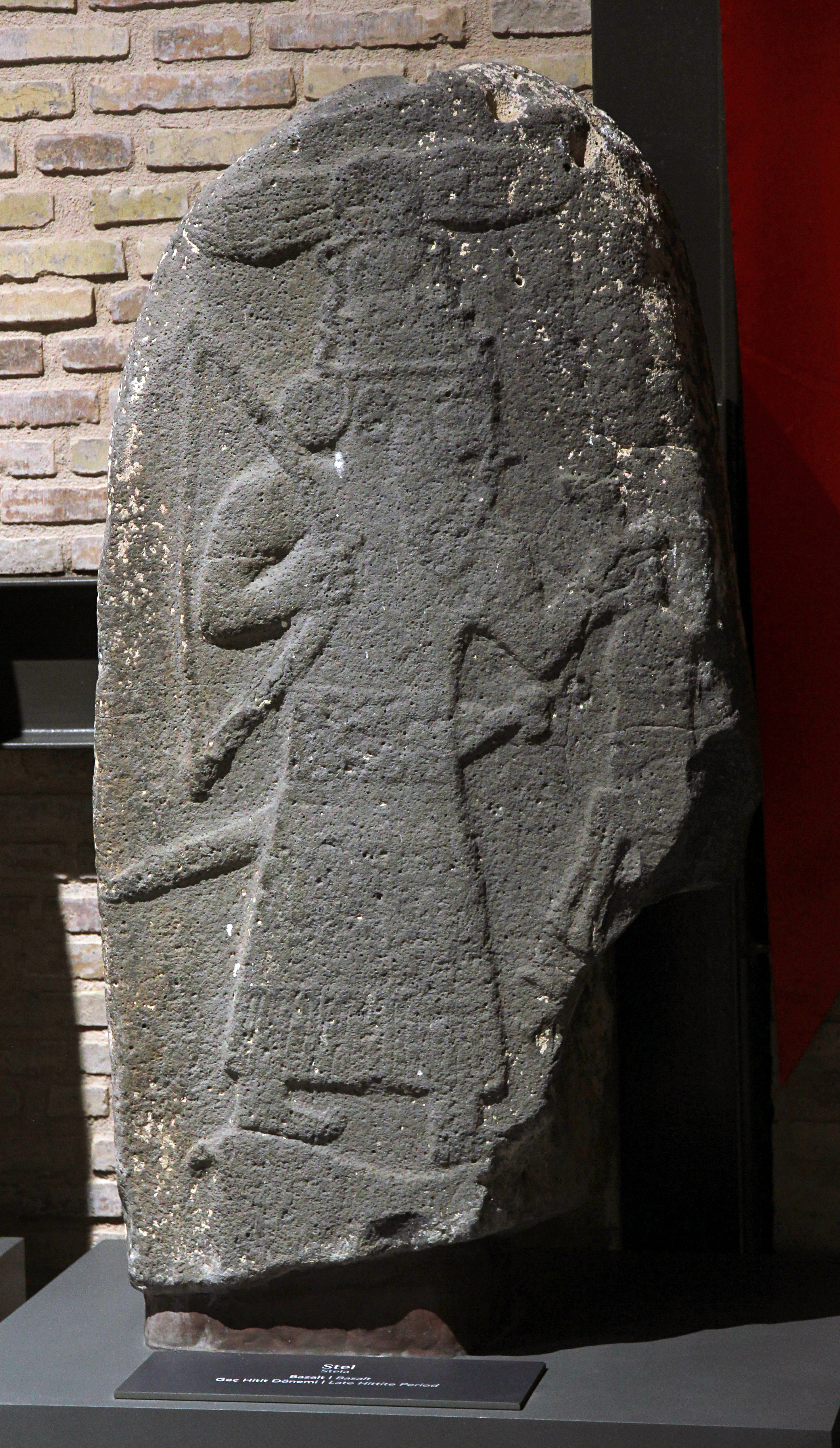
Stele von Hacıbebekli

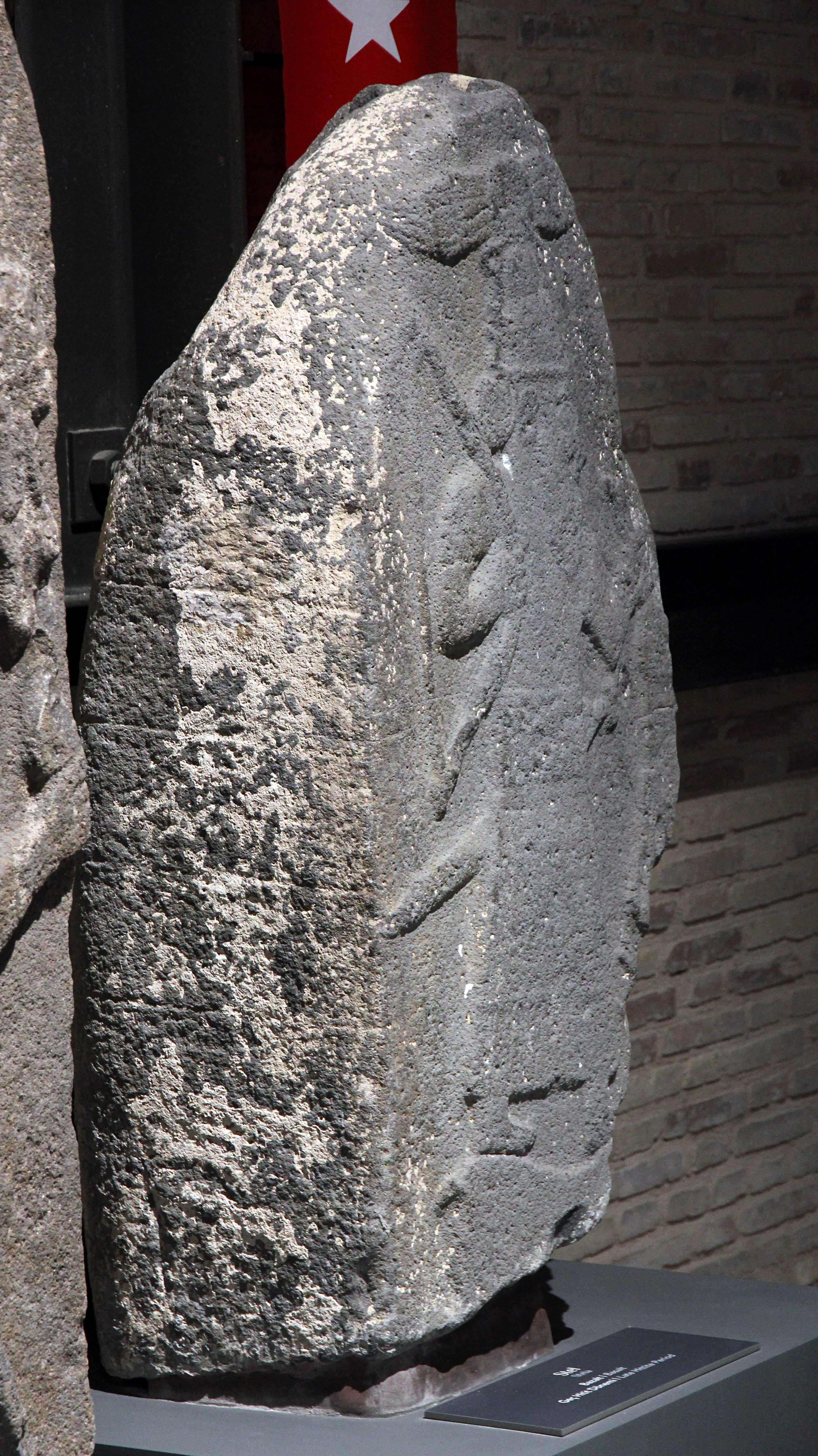
Schriftreste auf der linken Seitenfläche

Die Stele von Hacıbebekli ist ein späthethitisches Monument aus der Umgebung von Maraş in der südlichen Türkei. Sie ist im Archäologischen Museum Adana ausgestellt und hat die Inventarnummer 1297.

## Fund
Die Stele wurde um 1911 von dem britischen Archäologen John Garstang in einer Mühle im Dorf Hacıbebekli, sechs Kilometer südöstlich von Türkoğlu in der Provinz Kahramanmaraş gefunden und publiziert. Als Herkunftsort wird der nahegelegene Hügel Çoban Hüyük vermutet. Hans Henning von der Osten sah die Stele 1929 auf dem Weg nach Maraş. Im Archäologischen Museum von Adana wird als Eingangsdatum der 19. Mai 1932 angegeben. Sie wurde außerdem von den deutschen Altorientalisten Helmuth Theodor Bossert (1942) und Winfried Orthmann (1971) beschrieben. Der britische Hethitologe John David Hawkins nahm sie in das Corpus of Hieroglyphic Luwian Inscriptions auf. Am Fundort wurden noch keine Ausgrabungen vorgenommen.

## Beschreibung
Die oben abgerundete Stele aus Basalt hat eine Höhe von 1,19 Metern, eine Breite von 65 und eine Tiefe von 35 Zentimetern. Die Vorderseite ist flach, die Rückseite an den Rändern abgerundet. Das rechte untere Eck und das Fußteil fehlen. Vorn ist das flache Relief eines Schutzgottes zu sehen. Der nach rechts gewandte Gott trägt ein langes Kleidungsstück mit einem gefransten Saum und einem Gürtel, dazu einen gehörnten Helm und Schuhe mit hochgebogenen Spitzen. Das Gesicht ist bärtig, das Haar fällt gebündelt in den Nacken. Er ist mit einem hinter dem Körper sichtbaren Schwert bewaffnet und hält mit der rechten Hand einen über der Schulter getragenen Bogen. In der linken hält er ein nicht vollständig erhaltenes Beutetier an den Hinterläufen, möglicherweise einen Hasen.
Der Gott steht auf einem Tier, vermutlich einem Hirsch. Von diesem sind noch der Rücken und das Hinterteil mit einem Stummelschwanz erhalten, am rechten Rand sind Reste erkennbar, die Ohren oder Geweih darstellen könnten. Über dem Kopf schwebt die geflügelte Sonnenscheibe. Diese sowie der Hörnerhelm weisen die Figur als Gott aus, durch den Hirsch und das Beutetier kann er als einer der zahlreichen hethitischen Schutzgötter eingeordnet werden, vermutlich als Schutzgott der Wildflur. Eine vergleichbare Darstellung des Motivs „Schutzgott auf Hirsch“ zeigt beispielsweise das Felsrelief am Karasu.
Die stark verwitterte Rückseite und die Seitenflächen der Stele trugen eine Inschrift in luwischen Hieroglyphen, von denen nichts mehr lesbar ist. Lediglich Trennlinien deuten auf vier oder fünf Zeilen hin. 
Eine zeitliche Einordnung kann nur auf stilistischer Basis, durch Vergleich mit anderen Stelen aus der Umgebung von Maraş, vorgenommen werden. Orthmann datiert das Werk danach ins späte 9. Jahrhundert v. Chr.